# Руський Лоллез
Руський Лолле́з (рос. Русский Лоллез) — присілок у складі Увинського району Удмуртії, Росія.

## Населення
Населення — 48 осіб (2010; 44 в 2002).
Національний склад станом на 2002 рік:
- удмурти — 80 %

## Урбаноніми[3]
- вулиці — Вишнева